# 디바이스 (기업)
주식회사 디바이스(영어: Device)는 충청남도 천안시에 본사를 둔 디스플레이 및 반도체 오염제거 장비 기업이다.

## 역사 및 현황
2002년 10월 1일 설립되었으며, 2017년 12월 20일에 코스닥 시장에 상장하였다.
2025년 3월에는 상호를 디바이스ENG에서 주식회사 디바이스로 변경하였다.

### 내용주
1. ↑  디바이스ENG 시절에는 Device ENG CO.,Ltd였다.
2. ↑  주관사를 한국투자증권로 공모가 12,000원에 코스닥 시장에 상장